# Ranggamekar
Ranggamekar is een bestuurslaag in het regentschap Kota Bogor van de provincie West-Java, Indonesië. Ranggamekar telt 13.054 inwoners (volkstelling 2010).